# SAND BEIGE -사막으로-
〈SAND BEIGE -사막으로-〉(일본어: SAND BEIGE -砂漠へ- 샌드 베주 사바쿠에[*])는 1985년 5월 1일에 발표한 일본의 여가수 나카모리 아키나(中森明菜)의 12번째 싱글이다. (EP: L-1669) 작사는 교 에이코(許瑛子)가, 작곡은 츠시미 다카시(都志見隆)가, 편곡은 이노우에 아키라(井上鑑)가 담당하였으며 워너 파이오니어의 레이블로 출시되었다. B면은 〈춘희 줄리아나〉(椿姫ジュリアーナ 츠바키 쥬리아나[*])이며 작사는 마츠모토 잇키(松本一起)가, 작곡은 사토 다카시(佐藤隆)가, 편곡은 역시 이노우에 아키라가 도맡았다.
싱글의 제목 중 “SAND”는 영어로, “BEIGE”는 프랑스어로 읽는다고 밝혀 합쳐서 샌드 베쥬로 읽는다. 또한 가사의 일부분은 이집트 구어체 아랍어로 쓰여져 있어서, 곡의 아랍 컨셉트를 풍기게 했다. 1985년 7월 1일, 오리콘 주간 싱글 차트에 1위로 처음으로 진입, 이어서 차트 톱100에 16주간 머물렀고, 1985년 연간 싱글 차트에서는 7위를 기록했다.

## 수록곡
| #            | 제목                                               | 작사          | 작곡          | 편곡            | 재생 시간 |
| ------------ | -------------------------------------------------- | ------------- | ------------- | --------------- | --------- |
| 1.           | 〈〈SAND BEIGE -사막으로-〉(SAND BEIGE -砂漠へ-)〉 | 교 에이코     | 츠시미 다카시 | 이노우에 아키라 | 4:32      |
| 2.           | 〈〈춘희 줄리아나〉(椿姫ジュリアーナ)〉            | 마츠모토 잇키 | 사토 다카시   | 이노우에 아키라 | 4:02      |
| 총 재생 시간 | 총 재생 시간                                       | 총 재생 시간  | 총 재생 시간  | 총 재생 시간    | 8:39      |

## 수상
- 제11회 니혼 테레비 음악제 - 우수상
- 제18회 일본유선대상 - 최다 리퀘스트 가수상, 우수음악상
- 제18회 전일본유선방송대상 - 요미우리 테레비 최우수상, 우수스타상

## 발매 일정
| 버전                               | 일정             | 레이블         | 포맷               |
| ---------------------------------- | ---------------- | -------------- | ------------------ |
| 〈SAND BEIGE -사막으로-〉          | 1985년 6월 19일  | 워너 뮤직 재팬 | EP (L-1669)        |
| 〈SAND BEIGE -사막으로-〉 (재발매) | 1988년 6월 25일  | 워너 뮤직 재팬 | 8cmCD (10SL-142)   |
| 〈SAND BEIGE -사막으로-〉 (재발매) | 1988년 12월 21일 | 워너 뮤직 재팬 | CT (10L5-4051)     |
| 〈SAND BEIGE -사막으로-〉 (재발매) | 1998년 11월 26일 | 워너 뮤직 재팬 | 12cmCD (WPC6-8669) |
| 〈SAND BEIGE -사막으로-〉 (재발매) | 2008년 11월 12일 | 워너 뮤직 재팬 | 디지털 다운로드    |